# Semiothisa instructaria
Semiothisa instructaria är en fjärilsart som beskrevs av Swinhoe 1904. Semiothisa instructaria ingår i släktet Semiothisa och familjen mätare. Inga underarter finns listade i Catalogue of Life.